# 天桴一
天鷹座Theta（天鷹座θ，θ Aql）是一个位于天鹰座的双星。综合视星等是3.24，使它成为这个星座的第四亮星。中文星官名天桴一。视差测量显示它距离地球大约292光年。

## 物理特性
天桴一是个光谱联星，代表个别的成员没有被望远镜看见，但是因为多普勒效应，使得吸收谱线在光谱上来回移动。它们的轨道周期是17.1天，轨道离心率是大的0.6。根据估计的距离，3.2毫弧秒的角距离表示它们的物理距离只有0.24-0.28天文单位。
主星的恒星分类是B9.5III，显示它是一个大质量的B型巨星耗尽了核心的氢然后演化离主序星。伴星是一个B9V的主序星。主星天鷹座θA估计质量6太阳，半径6.7太阳，500倍太阳光度。伴星天鷹座θB估计质量4太阳，半径4太阳，65倍太阳光度。